# کلرید اربیم (III)
کلرید اربیم (III) (به انگلیسی: Erbium(III) chloride) با فرمول شیمیایی ErCl۳ (anhydrous)
ErCl۳·6H۲O (hexahydrate) یک ترکیب شیمیایی است. که جرم مولی آن ۲۷۳٫۶۲ g/mol می‌باشد. شکل ظاهری این ترکیب، بلورهای دستگاه بلوری مونوکلینیک بنفش است.